# HTBLA Hallein
Die Höhere Technische Bundeslehranstalt Hallein, die älteste berufsbildende Schule Österreichs, ist eine Höhere Technische Lehranstalt des Bundes in der Stadtgemeinde Hallein im Bezirk Hallein im Land Salzburg.

## Geschichte
Von der Saline Hallein wurde 1843 eine Holz-Figuren-Schneide-Lehranstalt eingerichtet, mit diesen Holzschnitzkurse erhielten schulentlassenen Kindern der Bergknappen eine Berufsausbildung. Diese Kurse waren der Vorläufer der 1870/71 gegründeten Bildhauerschule in Hallein.
1870/71 erfolgte die Gründung der erste Fachschule für Holzbearbeitung in der Monarchie Österreich-Ungarn als Holzschnitzerei-Schule, unter der Leitung von Wilhelm Schönhut jun., Bildhauer aus Stuttgart.
1876 erfolgte eine Ausweitung der Ausbildung auf Tischlerei und Drechslerei, soweit dies für die Holzschnitzerei zur Fertigung von Gebrauchsartikel erforderlich war. In den ersten 10 Bestandsjahren der Schule wurde von den Behörden bemängelt, dass in den Werkstätten zu wenig produziert und verkauft wurde und unnötigerweise zu viel Unterricht stattfand, der Werkstattunterricht sollte absatzorientiert sein.
Die Stadt Hallein und das Land ermöglichten die Renovierung der Schullokalitäten, die Schulleitung wurde ausgetauscht und 1886 trat ein neuer Lehrplan in Kraft, die Ausbildung wurde auf neue Füße gestellt und erweitert. Die Ausbildung wurde auf vier Jahre verlängert und begann für alle mit einem einjährigen Vorbereitungslehrgang, danach konnte ein dreijähriger Fachkurs für Holzschnitzer, oder ein dreijähriger Fachkurs für Möbeltischlerei, oder ein dreijähriger Fachkurs für Holzgalanteriearbeiten absolviert werden. Zusätzlich gab es noch einen offenen Zeichensaal für Meister und Gesellen. Auch Volksschülern, im Alter von 10 Jahren, wurde Zeichenunterricht an der Fachschule angeboten. In 50 Wochenstunden gab es vor allem Werkstättenunterricht, aber auch Allgemeinbildende Fächer, Fachtheorie und wirtschaftsberuflichen Unterricht. Nach der vierjährigen Ausbildung konnte auf Ansuchen die Schule noch bis zu zwei Jahre länger besucht werden.
1894 gelang es, auf Betreiben des Holzbaugewerbes und der Landesregierung, an der Halleiner Fachschule eine Abteilung für Zimmerei zu installieren. Aufgrund der Raumprobleme wurden zwei Häuser der Salinenverwaltung für den Unterricht adaptiert. Das große Interesse an Fachschulung aus dem Bereich des Steinmetzgewerbes, 1892 besuchten 35 Hospitanten die Fachschule, 24 von ihnen waren Steinmetze, führte zur nochmaligen Erweiterung des Bildungsangebotes. 1897 genehmigte das Unterrichtsministerium die Eröffnung der Abteilung für Steinbearbeitung. Mit der Errichtung die Abteilung für Steinmetze wurde dem Natursteinvorkommen in der Umgebung von Hallein Rechnung getragen. 5 Kilometer in östlicher Richtung liegen die Steinbrüche des Adneter Marmors und 10 Kilometer im Nordosten die Steinbrüche des Untersberger Marmors. Die Schnitzereischule Hallein hatte sich 25 Jahre nach ihrer Gründung zur k. k. Fachschule für Holz- und Steinbearbeitung in Hallein weiterentwickelt.
1902 ordnete das Ministerium vermehrten Wanderunterricht an. Lehrer der Fachschule wurden verpflichtet in verschiedenen Orten des Landes Salzburg Vorträge und Schulungen für Gewerbetreibende anzubieten, wie aus dem Bericht des Schuljahres 1911/12 hervorgeht, wurden 34 Tischlermeister und 62 Zimmermeister im Land Salzburg aufgesucht.
1904 beabsichtigte die Schulleitung eine Ausbildungsergänzung mit einer Meisterschule für Bau- und Möbeltischlerei, deren Realisierung erfolgte schließlich zeitgleich mit einem Schulneubau 1908.
Im Jahr 1904 erhielt die Fachschule Hallein auch die Möglichkeit bei der Weltausstellung in St. Louis Werkstücke aus dem praktischen Unterricht zu präsentieren. 1908 übersiedelte die Schule in einen Jugendstil-Neubau im Stadtteil Burgfried, in unmittelbarer Nähe des alten Cordon-Hauses. Dieser Platz ist auch heute noch der Standort der HTBLA Hallein.
In der Zeit des Ersten Weltkrieges kam der Schulbetrieb fast zur Gänze zum Erliegen, die meisten Lehrer und Schüler wurden um Kriegsdienst einberufen. Es kam zur Errichtung einer Kriegsinvalidenschule. 1918/19 gab es 10 Absolventen im darauffolgenden Schuljahr nur 4.
Nach dem Ende des Ersten Weltkrieges ging die Schule wieder in die Verwaltung des Handelsministeriums über, bekam die Bezeichnung Bundeslehranstalt für Holz- und Steinbearbeitung. Mit der Errichtung einer Bauhandwerkerschule für Zimmerer und Steinmetze im Jahr 1920 wurde eine Weiterbildungsmöglichkeit geschaffen, in der in den Wintermonaten fertig ausgebildete Gesellen, die bereits im Berufsleben standen, auf eine Meisterprüfung vorbereitet wurden. Die Schülerzahlen stiegen wieder an, 1925 gab es 40 Absolventen, und zur Zeit des Anschlusses Österreichs an das Deutsche Reich bestand die Bundes-Gewerbeschule Hallein aus 5 dreijährigen Fachschulen (Zimmerei, Steinmetzerei, Holz- und Steinbildhauer, Bau- und Möbeltischlerei und Drechslerei), 1 einjährigen Meisterschule (Bau- und Möbeltischlerei) und 1 Bauhandwerkerschule (Zimmerer u. Steinmetze).
1942 diente das Schulgebäude der Unterbringung von Umsiedlern und Flüchtlingen.
Mit der Wiedererrichtung der Republik Österreich erlebte die Bundesgewerbeschule Hallein einen Aufschwung, die Verwaltung übernahm wiederum das Unterrichtsministerium. Im Schuljahr 1946/47 absolvierten bereits wieder 45 Schüler ihre Ausbildungen, zwei Jahre danach waren es 67. Das Raumangebot des Schulgebäudes wurde zu knapp, deshalb kam es in den Jahren 1954 bis 1957 zu Erweiterungsbauten. Der Metallbereich zog 1955 mit der Abteilung Schlosserei, die später in Maschinenbau umbenannt wurde, in das Bildungsangebot der Schule ein.
Seit 1973/74, mit der Gründung der Höheren Abteilung für Betriebstechnik, später umbenannt in Wirtschaftsingenieurwesen, wird die Schule als HTL mit Diplom- und Reifeprüfung (Matura) geführt.
1975 kam es zur Unterzeichnung eines Leasing-Vertrages für die Errichtung eines Werkstättenneubaus zwischen dem Bundesministerium und der Stadt Hallein, die Planung erfolgte durch Arch. Franz Huber.
Baubeginn war 1978, damals unterrichteten 68 Lehrpersonen 646 Schüler, und 1980 begann der Werkstättenunterricht im neuen Gebäude.
1980/81 begann das EDV-Zeitalter an der HTL Hallein und im Schuljahr 1981/82 konnte eine schon seit langem ersehnte Turnhalle errichtet werden. 1983 startete ein Aufbaulehrgng Maschinenbau-Betriebstechnik als Abendschule für Berufstätige.
1989 kam es zur Gründung des Kuratoriums, eines Gremiums, in dem die regionale Wirtschaft Aktivitäten zur Unterstützung der Schule förderte.
1997 startete der innovative Aufbaulehrgang Ecodesign – ökologische Produktentwicklung, konzipiert und realisiert von Helmuth Hickmann. Dieser zukunftsweisende Lehrgang, an dem die Studierenden nach aktuellsten Methoden Unterricht erhielten (offenes Lernen, Teamteaching, fächerübergreifender Unterricht, Projektunterricht) wurde 2005 von der Landesschulbehörde eingestellt und nach einem Jahr Unterbrechung mit der Bezeichnung Produkt- und Systemdesign wiedereröffnet.
Wegen des Neubaus des Schulgebäudes war die HTL von 2006 bis 2008 in der Rainerkaserne in Salzburg untergebracht.
Das historische Schulgebäude wurde 2007 abgerissen und ein neues Gebäude nach den Plänen des Architekten Helmut Mack (Arge Mack + Sorg) am selben Standort errichtet, die Fertigstellung erfolgte 2009.
2021 ist das 150 Jahrjubiläum der HTL Hallein.

## Umweltschutz
Bereits Anfang der 1990er Jahre war die HTL Hallein Pilotschule für „Ökologisierung von Schulen“.
Die Ausbildung „Ecodesign – Ökologische Produktentwicklung“ startete im Jahr 1997.
Im Jänner 2000 erfolgte der Beitritt zum „Klimabündnis Österreich“.

## Ausbildungen
Die HTBLA Hallein bietet drei Ausbildungsschwerpunkte: Holz, Kunst & Design, Metall.
Abteilung Holz
- Bautechnik HTL / AL / Kolleg
- Innenarchitektur HTL
- Tischlerei FS
- Zimmerer Bauhandwerker

Abteilung Kunst & Design
- Bildhauer FS[15] / Meisterschule
- Steintechnik und Steingestaltung FS / Bauhandwerker
- Produkt- & Systemdesign AL / Kolleg

Abteilung Metall
- Betriebsinformatik HTL
- Wirtschaftsingenieur Maschinenbau HTL / Abendschule
- Maschinenbau FS
- Mechatronik FS
- Seilbahn- und Beförderungstechnik AL / Kolleg

## Filme
- Einblicke in die Bildhauerschule Hallein 2010 auf YouTube, 30. November 2010, abgerufen am 1. Februar 2020 (Autor: Helmuth Hickmann).

## Leitung
Direktoren und Leiter der Schule seit ihrer Gründung:
- Wilhelm Schönhut 1871–1878, Leiter der Holzschnitzerei-Schule Hallein[16]
- Franz Oppelt 1886–1907
- Hubert Spannring 1907–1915
- Oskar von Felgel-Farnholz 1915–1933[17]
- Karl Louis 1919–1926
- Franz Neuhauser 1926–1938
- Viktor Kuschel
- Georg Güntner 1938
- Franz Zwang 1938
- Matthias Bechtold 1938–1939
- Rudolf Jantschura 1939–1940
- Paul Edtbauer
- Johann Koidl 1945–1946
- Johann Böhm
- Georg Güntner 1946–1950
- Rudolf Scherrer 1950–1968[18]
- Franz Walters 1968–1981
- Leo Oberrosler 1981
- Alois Neuhuber 1981–1989
- Franz Gartner 1981–1995
- Karl Rothuber 1995–1996
- Heinz Stadler 1996–1997
- Christian Walkner 1997–2004
- Max Zillner 2004–2005
- Franz Kurz 2005–2016
- Roland Hermanseder 2016–2021
- Volker Hagn 2021–2022
- Johann Gutschi ab 2022[1]